# Nikolajevka (Jødiske autonome oblast)
Nikolajevka (russisk: Никола́евка) er en bymæssig bebyggelse (russisk: Посёлок городского типа) i den Jødiske autonome oblast i det den fjernøstlige del af Rusland. Den har et indbyggertal på 6.196 (2023) indbyggere. Nikolajevka ligger ved floden Tunguska, en biflod til floden Amur, ca. 40 km fra byen Smidovitj og ca. 25 km fra storbyen Khabarovsk.